# Ле-Толоне
Ле-Толоне (фр. Le Tholonet) — коммуна на юго-востоке Франции в регионе Прованс — Альпы — Лазурный Берег, департамент Буш-дю-Рон, округ Экс-ан-Прованс, кантон Тре. До 2015 года коммуна административно входила в состав кантона Северо-восточный Экс-ан-Прованс.
Площадь коммуны — 10,82 км², население — 2237 человек (2006) с тенденцией к стабилизации: 2289 человек (2012), плотность населения — 211,6 чел/км².

## Население
Население коммуны в 2011 году составляло 2266 человек, а в 2012 году — 2289 человек.
| 1962 | 1968 | 1975 | 1982 | 1990 | 1999 | 2006 | 2008 | 2011 | 2012 |
| ---- | ---- | ---- | ---- | ---- | ---- | ---- | ---- | ---- | ---- |
| 720  | 953  | 1137 | 1186 | 2004 | 2259 | 2237 | 2227 | 2266 | 2289 |

Динамика населения:

## Экономика
В 2010 году из 1505 человек трудоспособного возраста (от 15 до 64 лет) 1059 были экономически активными, 446 — неактивными (показатель активности 70,4 %, в 1999 году — 68,2 %). Из 1059 активных трудоспособных жителей работали 982 человека (547 мужчин и 435 женщин), 77 числились безработными (29 мужчин и 48 женщин). Среди 446 трудоспособных неактивных граждан 212 были учениками либо студентами, 94 — пенсионерами, а ещё 140 — были неактивны в силу других причин.
На протяжении 2010 года в коммуне числилось 913 облагаемых налогом домохозяйств, в которых проживало 2143,5 человека. При этом медиана доходов составила 28 тысяч 015 евро на одного налогоплательщика.

## Достопримечательности
Городок Ле-Толоне находится на юге Франции, на территории региона Прованс — Альпы — Лазурный Берег, близ Экс-ан-Прованса и горного массива Монтан-Сен-Виктуар.
Начиная с 1897 года сюда регулярно приезжает художник Поль Сезанн. Вместе со своими друзьями — такими, как скульптор Филипп Солари и художник Ашиль Амперёр — Сезанн становится завсегдатаем местного ресторана «Берн», где из всех блюд предпочитает жареную утку с оливками и провансальское рагу добе. Сезанн снимает комнату в стоящем уединённо «Чёрном замке» (Le Chateau Noir) и много работает, делая эскизы в живописных окрестностях. Неоднократно запечатлён на его картинах и сам «Чёрный замок».
Этот период пребывания в Ле-Толоне является одним из наиболее плодотворных в жизни художника. Здесь им были написаны 19 масляных полотен и 20 акварелей.
В Ле-Толоне похоронен французский историк Жорж Дюби.
- Шато